# Yolande Moreau
Yolande Moreau (* 27. února 1953 Brusel) je belgická divadelní a filmová herečka a filmová režisérka, vícenásobná držitelka Césara.

## Život a kariéra
Její umělecké začátky jsou spjaty s dětskými divadelními představeními, pořádanými v Bruselu. Jejím celovečerním filmovým debutem byl film Bez střechy a bez zákona režisérky Agnès Vardy z roku 1985.
K nejznámějším filmům, ve kterých hrála, patří například Germinal (1993), Amélie z Montmartru (2001) nebo Paříži, miluji tě (2006). Během své kariéry dále notně spolupracovala s televizí.

## Filmografie (výběr)
- 1985: Bez střechy a bez zákona (Sans toit ni loi), režie Agnès Varda
- 1993: Bláznivá cesta (La Cavale des fous), režie Marco Pico
- 1993: Germinal (Germinal), režie Claude Berri
- 1995: Husar na střeše (Le Hussard sur le toit), režie Jean-Paul Rappeneau
- 1995: Les Trois frères (Les Trois frères), režie Didier Bourdon a Bernard Campan
- 1996: Nádherná Zelená (La Belle verte), režie Coline Serreau
- 2001: Amélie z Montmartru (Le Fabuleux destin d'Amélie Poulain), režie Jean-Pierre Jeunet
- 2003: Vítejte u Rozových (Bienvenue chez les Rozes), režie Francis Palluau
- 2003: V zajetí těla (Corps à corps), režie François Hanss
- 2004: Když moře stoupá (Quand la mer monte...), režie Yolande Moreau
- 2006: Paříži, miluji tě (Paris, je t'aime), víc režisérů
- 2006: Říkejte mi Elizabeth (Je m'appelle Elisabeth), režie Jean-Pierre Améris
- 2008: Louise-Michel (Louise-Michel), režie Gustave de Kervern a Benoît Delépine
- 2008: Séraphine (Séraphine), režie Martin Provost
- 2009: Galimatyáš (Micmacs à tire-larigot), režie Jean-Pierre Jeunet
- 2009: Inkognito (Incognito), režie Eric Lavaine
- 2010: Na mamuta! (Mammuth), režie Gustave de Kervern a Benoît Delépine
- 2010: Serge Gainsbourg: Heroický život (Gainsbourg, vie héroïque), režie Joann Sfar
- 2011: Pád do noci (Où va la nuit), režie Martin Provost
- 2012: Znovu zamilovaná (Camille redouble), režie Noémie Lvovsky
- 2012: Velký večer (La Grand soir), režie Gustave de Kervern a Benoît Delépine
- 2015: Zbrusu Nový zákon ( Le tout nouveau testament), režie Jaco van Dormael

## Ocenění

### César
Ocenění
- 2005: César pro nejlepší herečku za film Když moře stoupá
- 2005: César pro nejlepší filmový debut za film Když moře stoupá
- 2009: César pro nejlepší herečku za film Séraphine

Nominace
- 2013: César pro nejlepší herečku ve vedlejší roli za film Camille redouble

### Jiná ocenění
- 2009: Prix Lumière za film Séraphine